# Jean Caillard
Jean Caillard, né le 13 avril 1923 dans le 3e arrondissement de Paris (alors dans le département de la Seine) et mort le 16 mars 2019 à Saint-Malo (Ille-et-Vilaine), était un ingénieur aéronautique et pilote d'essai français. Il a participé à plusieurs programmes aéronautiques majeurs de la France dans la seconde moitié du XXe siècle : les avions expérimentaux Leduc à statoréacteur, les avions d'affaires biréacteurs SN-600 Diplomate et SN-601 Corvette, l'avion de transport militaire C-160 Transall. Il s'intéressait aussi à l'aviation légère, et a effectué les premiers vols de l'avion de tourisme biplace MC-100 Banbi.Il a également été résistant pendant la Seconde guerre mondiale.

## Distinctions
- Médaille d'argent de l'Académie Nationale de l’Air et de l'Espace (ANAE)[2].